# Utter (fiskeredskap)

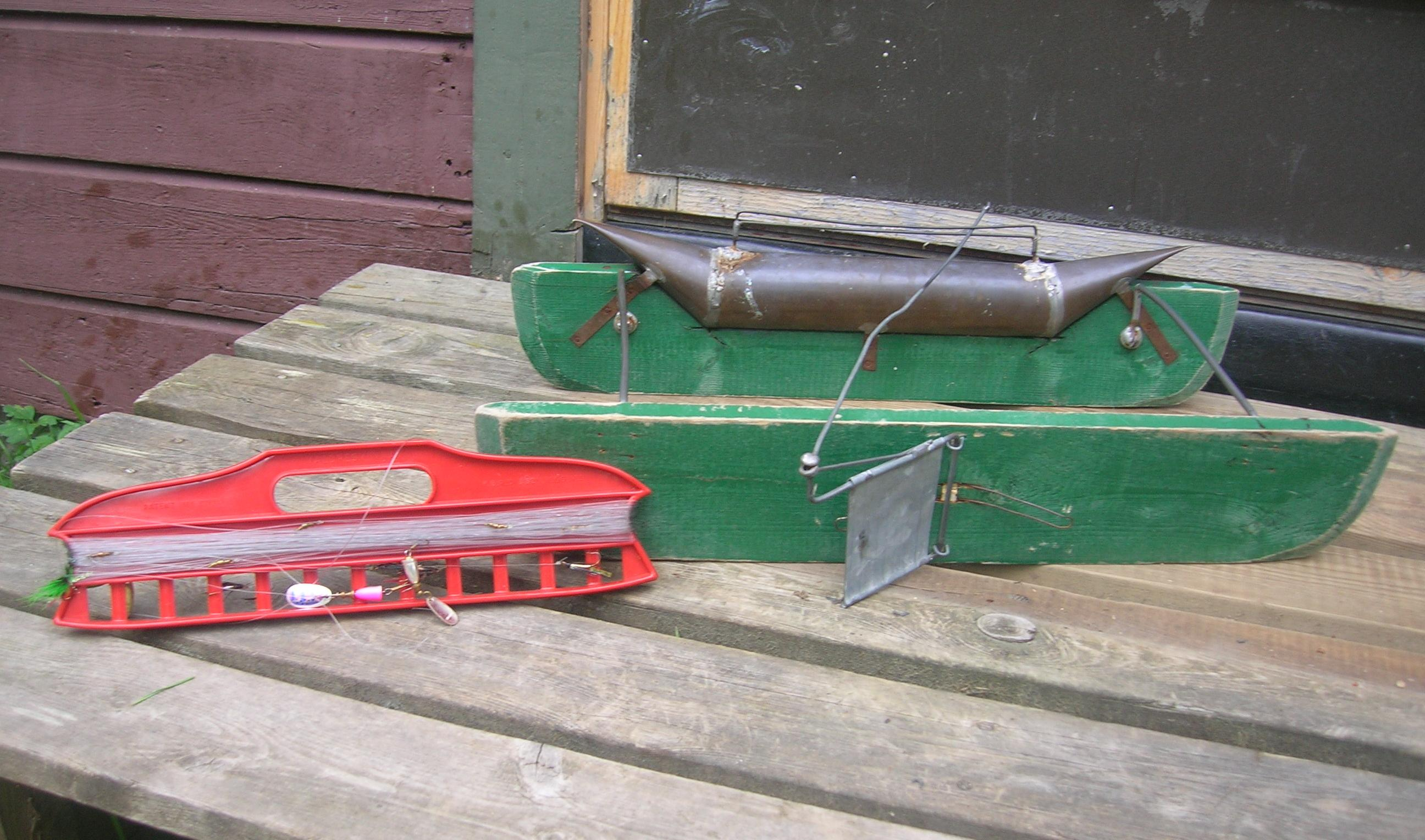
Utterbräda med linor

Utter, även kallat utterbräda eller harrbräde, är ett fiskeredskap varmed man samtidigt kan använda ett flertal fiskeflugor eller fiskedrag. Fiske med utterbräda omfattas i Sverige inte av det fria handredskapsfisket.[källa behövs]

## Funktion
Själva uttern består av två kortare parallella brädor med stag emellan. Den ena brädan är försedd med en ponton, för flytkraft, och ett roder på utsidan. Från utterbrädan går en lina som förbinder brädan med fiskaren. På linan sitter med jämna mellanrum kortare linor, T-kopplade till huvudlinan, vilka man sätter fast dragen eller flugorna på. Utterbrädan är gjord så att den när fiskaren, oftast sittande i en båt, rör sig framåt gör rodret att utterbrädan dras ut åt sidan så att den rör sig parallellt med fiskaren i dennes rörelseriktning. Rycker man till kraftigt i huvudlinan som löper ut till utterbrädan läggs rodret om och utterbrädan vänder och går över till motsatt sida om fiskaren. Den typ av pulkor som används vid trolling fungerar på ett likartat sätt men saknar roder.